# Angolalapú pidzsin nyelvek
Az angol alapú pidzsin és kreol nyelvek olyan nyelvek, melyek az angol nyelv alapján jöttek létre egy vagy több bennszülött (vagy esetleg más gyarmattartó európai) nyelv keveredésével. A legtöbb angol alapú kreol és pidzsin nyelv az egykori angol gyarmatokon található, és kifejlődésük is a gyarmatosításhoz, a 17. és 18. századhoz kötődik.
- Atlanti
  - Keleti
    - Északi
      - Afro-Seminole kreol nyelv
      - Bahamai kreol nyelv: angol alapú kreol nyelv a Bahama-szigeteken
      - Turks-Caicos kreol nyelv: angol alapú kreol nyelv a Turks- és Caicos-szigeteken
      - Gullah nyelv: angol alapú kreol nyelv a Sea-szigeteken és Dél-Karolina, Georgia és Észak-Florida partvidékén.

    - Déli
      - Anguillai kreol nyelv
      - Antiguan Creole: Antigua és Barbuda területén beszélik
      - Barbadosi nyelv
      - Grenadai kreol nyelv
      - Guyanai kreol nyelv
      - Montserrati kreol nyelv
      - Saint Kitts-i kreol nyelv
      - Saint Martini kreol nyelv
      - Tobagói kreol angol nyelv
      - Trinidadi kreol angol nyelv
      - Virgin-szigeteki kreol nyelv

  - Krio
    - Aku nyelv
    - Kameruni pidzsin angol nyelv, Kamtok vagy kameruni kreol: kameruni nyelvváltozat. Kamtokként is ismert. Két változata a Limbe-Krio és a Grafi. a kameruni pidzsin angol egy angol alapú kreol nyelv. A kameruniak 5%-a beszéli.
    - Libériai kreol nyelv: Kreyol
    - Sierra Leonei Krio nyelv
    - Nigériai pidzsin nyelv

  - Suriname
    - Jamaikai Maroon Spirit Possession nyelv
    - Ndyuka nyelv
    - Sranan Tongo nyelv

  - Nyugati
    - Jamaikai Patois nyelv: Jamaicai kreolként is ismert.
    - Bocas del Toro-i kreol nyelv
    - Colón-i kreol nyelv
    - Limón Coastal-i kreol nyelv
    - Belizi kreol nyelv: Kriol
    - Miskito kreol angol
    - Rama Cay-i kreol nyelv
    - Rio Abajo-i kreol nyelv
    - San Andrés-Providenciai kreol nyelv
- Délkelet-Ázsia
  - Mangla nyelv
- Óceániai
  - Ausztráliai kreol nyelv: Roper River-i kreolként is ismert.
  - Biszlama nyelv
  - Hawaii pidzsin nyelv
  - Pijin nyelv
  - Pitcairni nyelv (Pitkern) és Norfolk-szigeteki nyelv (Norkuf)
  - Tok piszin nyelv
  - Torres-szigeteki kreol nyelv
- Szaramakkai
  - Szaramakkai nyelv